# Anjouin
Anjouin  là một xã ở tỉnh Indre khu vực trung bộ Pháp. Xã này có diện tích 28,91 km², dân số thời điểm năm 2005 là 339 người. Khu vực này có độ cao trung bình 114 mét trên mực nước biển.